# Boada (Vilanova de Meià)
Boada és una població del municipi de Vilanova de Meià. El 2019 tenia 10 habitants.
Formava part de l'antic terme de la Baronia de la Vansa. La seva església de Sant Pere depenia de Sant Pere de Lluçars.